# Cytadela we Lwowie
Cytadela we Lwowie – cytadela wzniesiona przez austriackie władze zaborcze w latach 1852–1854 według projektu K. Ressiga i A. Wondraschki w południowej części Lwowa, w obrębie ówczesnych ulic: Pełczyńskiej i Mochnackiego.
Cytadela miała być pierwszym elementem systemu fortyfikacji otaczających całe miasto.

## Historia
Teren, na którym jest położona cytadela lwowska, stanowi wzniesienie o trzech wierzchołkach (góry: Kalecza, Pełczyńska i Szembeka).
W 1607 powstał projekt otoczenia przedmieść lwowskich systemem fortyfikacji, wśród których szczególną rolę miały odgrywać te na Górze Kaleczej. Projekt okazał się zbyt kosztowny i nie doczekał się realizacji, za to obszar niedoszłych obwarowań zaczął być z czasem zabudowywany letnimi domkami lwowskich patrycjuszy, a następnie rezydencjami mieszczańskimi i ziemiańskimi, m.in. Bożków, Tołłoczków, Ostrogórskich; miał tu też swą siedzibę XVII-wieczny poeta, kronikarz i burmistrz miasta w jednej osobie – Józef Bartłomiej Zimorowic.
W 1672 w czasie oblężenia Lwowa Turcy z tych wzgórz prowadzili ostrzał miasta.
W 1791 teren zakupił lwowski kolekcjoner i mecenas sztuki, dr Stanisław Wronowski. Od tego momentu miejsce to zaczęto określać mianem Gór Wronowskich.
W 1848 po uśmierzeniu rewolucji Austriacy podjęli decyzję o zbudowaniu twierdzy mającej być punktem oparcia dla władz na wypadek buntu ludności. W latach 1852–1854 zbudowali w tym miejscu gmach koszarowy, otoczony rowem i czterema flankującymi je ceglanymi bastionami.
W cytadeli mieściły się austriackie, a w okresie międzywojennym polskie koszary wojskowe. Po powstaniu styczniowym przejściowo mieściło się w niej więzienie a podczas okupacji niemieckiej w czasie II wojny światowej – obóz koncentracyjny, w którym zamordowano kilka tysięcy jeńców wojennych.
Po wojnie w obiektach cytadeli stacjonowało wojsko.
Od lat 90. XX w. teren cytadeli jest dostępny dla ogółu, a w jej budynkach znalazły siedzibę różne instytucje cywilne.
W ostatnim czasie (po 2005) pojawił się pomysł przebudowy cytadeli na kompleks hotelowy.

## Opis
Cytadela zajmuje obszar nieregularnego czworoboku, porośniętego drzewami, częściowo zagospodarowanego jako Park Cytadela. W centrum terenu znajduje się duży, wydłużony budynek koszar z półkolistym ryzalitem centralnym, flankowany dwiema masywnymi, czworobocznymi wieżami na osiach skrajnych.
Przed koszarami rozciąga się duży plac, używany dawniej do apeli, parad i musztr.
W narożach Cytadeli, w pobliżu stromych krawędzi wzniesienia znajdują się cztery wieże maksymiliańskie, zbudowane z czerwonej cegły, otoczone fosami i umocnieniami ziemnymi.